# Sexan (fotbollsserie)
Sexan (finska:Kutonen) är den sjunde nivån i det Finska Ligasystemet i fotboll. Zonvinnare flyttas upp till Femman och de sämsta lagen i Helsingfors distrikts serier degraderas till Sjuan. För resten av landet är Sexan den lägsta nivån.

## Administration
Sexan styrs  - i likhet med lägre serier (Trean och neråt) - av Finlands Bollförbunds (FBF) regionala distrikt. Fördelningen av Sexans 25 serier lyder som följer:
- Helsingfors FBF - 4 zoner
- Nylands FBF - 7 zoner
- Sydöstra Finlands FBF - 3 zoner
- Mellersta Österbottens FBF  - 2 zoner
- Vasas FBF  - 3 zoner
- Tammerfors FBF - 3 zoner
- Åbos FBF - 3 zoner

## Zoner och Lag 2010

### Helsingfors(Helsinki)

#### Zon 1
| Nr | Mest Använda Namn | Stad                               | Officiellt Lagnamn                       | Upp/nerflyttningar från 2009 |
| -- | ----------------- | ---------------------------------- | ---------------------------------------- | ---------------------------- |
| 1  | Cosmos            | Helsingfors                        | Cosmos                                   | Zon 2 2009                   |
| 2  | Dal               | Helsingfors                        | Football Club Dal                        | Zon 2 2009                   |
| 3  | FC FC             | Helsingfors                        | FC FC                                    | Uppflyttade från Sjuan       |
| 4  | FC HEIV           | Helsingfors                        | FC Helsingfors Idrottsvänner             | Uppflyttade från Sjuan       |
| 5  | FC POHU/Susijengi | Norra Haga, Helsingfors            | FC Pohjois-Haagan Urheilijat / Susijengi | Uppflyttade från Sjuan       |
| 6  | HakPa             | Hagnäs, Helsingfors                | Hakaniemen Palloilijat                   | Zon 3 2009                   |
| 7  | HeMan             | Helsingfors                        | Hesperian Mankeli                        | Zon 3 2009                   |
| 8  | HIFK/3            | Helsingfors                        | HIFK Fotboll / 3                         | Uppflyttade från Sjuan       |
| 9  | Juhlahevoset      | Helsingfors                        | FC Juhlahevoset                          | Degrderade från Femman       |
| 10 | KPR               | Björnparken, Berghäll, Helsingfors | Karhupuiston Vartijat FC                 |                              |
| 11 | Ruisku            | Kasberget, Helsingfors             | Roihuvuoren Ruisku                       | Degraderade från Femman      |
| 12 | Tavastia/FC Mojo  | Helsingfors                        | FC Tavastia / FC Mojo                    | Zon 2 2009                   |
| 13 | Veijarit          | Helsingfors                        | Veijarit                                 | Uppflyttade från Sjuan       |
| 14 | WäSy              | Helsingfors                        | Wäinämöisen Syke                         | Zon 3 2009                   |

#### Zon 2
| Nr  | Mest Använda Namn | Stad                    | Officiellt Lagnamn                                   | Upp/nerflyttningar från 2009 |
| --- | ----------------- | ----------------------- | ---------------------------------------------------- | ---------------------------- |
| 1.  | EHP               | Södra Haga, Helsingfors | EHP (Etelä-Haagan Pallo)                             |                              |
| 2.  | FC ALPC           | Helsingfors             | FC ALPC (A La Plancha Calamar)                       | Uppflyttade från Sjuan       |
| 3.  | FC POHU/Shrimps   | Norra Haga, Helsingfors | FC Pohjois-Haagan Urheilijat / Shrimps               |                              |
| 4.  | Gnistan/Roots     | Åggelby, Helsingfors    | IF Gnistan / Roots                                   | Uppflyttade från Sjuan       |
| 5.  | Grumset           | Helsingfors             | Grumset                                              | Zon 1 2009                   |
| 6.  | HDS/Express       | Gumtäkt, Helsingfors    | Helsinki Diplomat Sports Club / Express              | Zon 1 2009                   |
| 7.  | HePu              | Helsingfors             | Helsingin Pumppu                                     | Zon 3 2009                   |
| 8.  | FFR/Väiski        | Helsingfors             | FFR (Fotbollsföreningen Rugbyplanspojkarna) / Väiski |                              |
| 9.  | KPPK              | Helsingfors             | Kirkonpellon Pallokerho                              | Uppflyttade från Sjuan       |
| 10. | LauttaPallo       | Drumsö, Helsingfors     | Lauttasaaren Pallo                                   |                              |
| 11. | LeJa              | Helsingfors             | Levottomat Jalat                                     | Degraderade från Femman      |
| 12. | PETO              | Malmgård, Helsingfors   | Malminkartanon PETO (Peli-Toverit)                   |                              |
| 13. | Zyklon            | Helsingfors             | Jalkapalloseura Zyklon                               |                              |
| 14. | JP13              | Helsingfors             | JP13                                                 |                              |

#### Zon 3
| Nr  | Mest Använda Namn       | Stad                   | Officiellt Lagnamn                                  | Upp/nerflyttningar från 2009              |
| --- | ----------------------- | ---------------------- | --------------------------------------------------- | ----------------------------------------- |
| 1.  | AC StaSi/Europort       | Helsingfors            | AC Stadin Sissit / Europort                         | Zon 1 2009                                |
| 2.  | FC BrBr                 | Helsingfors            | FC Brunnsparkens Bröder                             | Uppflyttade från Sjuan                    |
| 3.  | FC Härät                | Helsingfors            | FC Härät                                            | Zon 4 2009                                |
| 4.  | FC IKHTYS               | Tranbacka, Helsingfors | FC IKHTYS                                           | Degraderade från Femman                   |
| 5.  | FC KaKe                 | Brobacka, Helsingfors  | FC Kanuunoiden Kerma                                | Uppflyttade från Sjuan                    |
| 6.  | FC Puimur               | Helsingfors            | FC Puimur                                           | Uppflyttade från Sjuan                    |
| 7.  | Geishan Pallo/Pallo     | Helsingfors            | Geishan Pallo / Pallo                               |                                           |
| 8.  | HDS/Club Latino Español | Gumtäkt, Helsingfors   | Helsinki Diplomat Sports Club / Club Latino Español | Degraderade från Femman som HDS/Mondial 2 |
| 9.  | Kullervo                | Berghäll, Helsingfors  | Helsingin Kullervo                                  | Zon 3 2009                                |
| 10. | MPS/4                   | Malm, Helsingfors      | Malmin Palloseura / 4                               | Zon 4 2009                                |
| 11. | Ponnistajat             | Malm, Helsingfors      | Malmin Ponnistajat                                  | Zon 4 2009                                |
| 12. | Stallions               | Berghäll, Helsingfors  | Kallion Stallions                                   | Uppflyttade från Sjuan                    |
| 13. | SUMU/77                 | Storskog, Helsingfors  | Suurmetsän Urheilijat / 77                          | Zon 4 2009                                |
| 14. | Zoom                    | Helsingfors            | Zoom                                                |                                           |

#### Zon 4
| Nr  | Mest Använda Namn | Stad                                | Officiellt Lagnamn        | Upp/nerflyttningar från 2009 |
| --- | ----------------- | ----------------------------------- | ------------------------- | ---------------------------- |
| 1.  | FC Bombers        | Helsingfors                         | FC Bombers                | Zon 1 2009                   |
| 2.  | FC East           | Kvarnbäcken, Helsingfors            | FC East United            | Uppflyttade från Sjuan       |
| 3.  | FC Kontu/4        | Gårdsbacka, Mellungsby, Helsingfors | FC Kontu Itä-Helsinki / 4 | Uppflyttade från Sjuan       |
| 4.  | FC Viikingit/05   | Nordsjö, Helsingfors                | FC Viikingit / 05         |                              |
| 5.  | HerTo/2           | Hertonäs, Helsingfors               | Herttoniemen Toverit / 2  |                              |
| 6.  | KuRa              | Helsingfors                         | KuRa                      | Degraderade från Femman      |
| 7.  | LPS/2             | Degerö, Helsingfors                 | Laajasalon Palloseura / 2 | Degraderade från Femman      |
| 8.  | Ompun Pomppu      | Helsingfors                         | Ompun Pomppu              | Zon 1 2009                   |
| 9.  | Ruisku/09         | Kasberget, Helsingfors              | Roihuvuoren Ruisku / 09   | Uppflyttade från Sjuan       |
| 10. | Sheikit           | Helsingfors                         | Arabian Sheikit           | Zon 1 2009                   |
| 11. | Trikiinit         | Helsingfors                         | Trikiinit                 | Zon 1 2009                   |
| 12. | Vatanspor         | Helsingfors                         | Vatanspor                 |                              |
| 13. | Ylis-78           | Botby gård, Helsingfors             | Ylis-78                   |                              |

### Nyland(Uusimaa)

#### Zon 1
| Nr  | Mest Använda Namn | Stad                | Officiellt Lagnamn                             | Upp/nerflyttningar från 2009 |
| --- | ----------------- | ------------------- | ---------------------------------------------- | ---------------------------- |
| 1.  | FC Västnyland 2   | Raseborg            | FC Västnyland 2                                | Nytt lag                     |
| 2.  | FC W              | Esbo                | FC W                                           | Zon 2 2009                   |
| 3.  | FC WILD           | Veikkola, Kyrkslätt | FC WILD                                        |                              |
| 4.  | HC-MD             | Esbo                | HC Manalan Dynamo                              | Zon 3 2009                   |
| 5.  | HooGee 2          | Gäddvik, Esbo       | Haukilahden Pallo-Gäddviks Boll / 2            | Degraderade från Femman      |
| 6.  | Hukat             | Nummi-Pusula        | Nummen Hukat                                   |                              |
| 7.  | KaPy              | Köklax, Esbo        | Kauklahden Voimistelu- Ja Urheiluseura Pyrintö | Nytt lag                     |
| 8.  | KarlU             | Karislojo           | Karjalohjan Urheilijat                         |                              |
| 9.  | Kilo IF 1         | Kilo, Esbo          | Kilo Idrottsförening / 1                       | Zon 2 2009                   |
| 10. | MasKi 2           | Masaby, Kyrkslätt   | Masalan Kisa / 2                               |                              |

#### Zon 2
| Nr  | Mest Använda Namn | Stad          | Officiellt Lagnamn                  | Upp/nerflyttningar från 2009 |
| --- | ----------------- | ------------- | ----------------------------------- | ---------------------------- |
| 1.  | AP                | Esbo          | Aika-pallo                          | Zon 3 2009                   |
| 2.  | Buster            | Esbo          | Football Club Buster                | Zon 4 2009                   |
| 3.  | EPS RPS           | Esbo          | Espoon Palloseuran Jalkapallo / RPS |                              |
| 4.  | FC Karzinkarjut   | Esbo          | FC Karzinkarjut                     | Zon 3 2009                   |
| 5.  | FC Kyllikki       | Esbo          | FC Kyllikki                         | Degraderade från Femman      |
| 6.  | FC Linnunpojat    | Esbo          | FC Linnunpojat                      | Nytt lag                     |
| 7.  | Honka Viitonen    | Esbo          | Football Club Honka / Viitonen      | Nytt lag                     |
| 8.  | Kilo IF 5         | Kilo, Esbo    | Kilo Idrottsförening / 5            | Zon 4 2009                   |
| 9.  | LePa 2            | Alberga, Esbo | Leppävaaran Pallo / 2               | Nytt lag                     |
| 10. | Tikka -88         | Esbo          | Espoon Tikka / -88                  |                              |

#### Zon 3
| Nr  | Mest Använda Namn  | Stad              | Officiellt Lagnamn              | Upp/nerflyttningar från 2009 |
| --- | ------------------ | ----------------- | ------------------------------- | ---------------------------- |
| 1.  | F.C.B              | Esbo              | F.C. Bärcelona                  | Degraderade från Femman      |
| 2.  | FC Babylon Z       | Esbo              | FC Babylon / Z                  |                              |
| 3.  | FC G.A.B           | Esbo              | FC Grani Airbags                | Zon 1 2009                   |
| 4.  | GrIFK 2            | Grankulla         | Grankulla IFK Fotboll / 2       | Zon 1 2009                   |
| 5.  | HaRi Legends       | Håkansböle, Vanda | Hakunilan Riento / Legends      | Nytt lag                     |
| 6.  | KAKE               | Hagalund, Esbo    | Kaupinkallion Keila             |                              |
| 7.  | KasvU              | Grankulla         | Kasavuoren Urheilijat           | Zon 1 2009                   |
| 8.  | Kilo IF 2          | Kilo, Esbo        | Kilo Idrottsförening / 2        |                              |
| 9.  | OT-77 Aarni United | Olars, Esbo       | Olarin Tarmo -77 / Aarni United | Zon 2 2009                   |
| 10. | RiRa Ug 09         | Ripuby, Vanda     | Riipilän Raketti / Ug 09        |                              |

#### Zon 4
| Nr  | Mest Använda Namn       | Stad             | Officiellt Lagnamn                 | Upp/nerflyttningar från 2009        |
| --- | ----------------------- | ---------------- | ---------------------------------- | ----------------------------------- |
| 1.  | DT-65                   | Vanda            | Downtown 65                        | Zon 5 2009                          |
| 2.  | FC Insiders Sekunda Utd | Nurmijärvi       | FC Insiders / Sekunda Utd          | Zon 5 2009                          |
| 3.  | HäPS                    | Tavastby, Vanda  | Hämeenkylän Palloseura             |                                     |
| 4.  | IVU Skoobarit           | Vanda            | Itä-Vantaan Urheilijat / Skoobarit | Zon 5 2009                          |
| 5.  | KesPa                   | Vanda            | Keskon Pallo                       | Zon 5 2009                          |
| 6.  | Kilo IF 4               | Kilo, Esbo       | Kilo Idrottsförening / 4           |                                     |
| 7.  | KoiPS A                 | Björkby, Vanda   | Koivukylän Palloseura / A          | Nytt lag                            |
| 8.  | RiRa Ug                 | Ripuby, Vanda    | Riipilän Raketti / Ug              |                                     |
| 9.  | TiPS M2                 | Dickursby, Vanda | Tikkurilan Palloseura / M2         | Degraderade från Femman som TiPS AN |
| 10. | VAP                     | Vanda            | Vantaan Palloseura VAP -09         | Nytt lag                            |

#### Zon 5
| Nr  | Mest Använda Namn | Stad                 | Officiellt Lagnamn               | Upp/nerflyttningar från 2009 |
| --- | ----------------- | -------------------- | -------------------------------- | ---------------------------- |
| 1.  | Futura A          | Borgå                | FC Futura / A                    | Nytt lag                     |
| 2.  | I-HK M09          | Östra Haxböle, Vanda | Itä-Hakkilan Kilpa / M09         |                              |
| 3.  | IVPA              | Vanda                | Itä-Vantaan Pallo                | Nytt lag                     |
| 4.  | JäPS 3            | Träskända            | Järvenpään Palloseura / 3        | Nytt lag                     |
| 5.  | KoiPS Harraste    | Björkby, Vanda       | Koivukylän Palloseura / Harraste | Nytt lag                     |
| 6.  | KoPa              | Korso, Vanda         | Korson Palloilijat               | Zon 6 2009                   |
| 7.  | KOPSE 3           | Korso, Vanda         | Korson Palloseura / 3            |                              |
| 8.  | NouLa AiVa        | Träskända            | Nouseva Laaka / AiVa             | Zon 6 2009                   |
| 9.  | PuPo              | Vanda                | PuPo FC Vantaa                   |                              |
| 10. | RT-88             | Rödsand, Vanda       | Ruskeasannan Tykitys -88         |                              |

#### Zon 6
| Nr | Mest Använda Namn | Stad          | Officiellt Lagnamn         | Upp/nerflyttningar från 2009 |
| -- | ----------------- | ------------- | -------------------------- | ---------------------------- |
| 1. | AC JazzPa         | Träskända     | AC JazzPa                  |                              |
| 2. | AskU              | Askola        | Askolan Urheilijat         | Zon 7 2009                   |
| 3. | Derius            | Jokela, Tusby | Jokelan Derius             | Nytt lag                     |
| 4. | Futura 2          | Borgå         | FC Futura / 2              |                              |
| 5. | HUS 2             | Hyvinge       | Hyvinkään Urheiluseura / 2 | Nytt lag                     |
| 6. | KP-75 2           | Kervo         | Keravan Pallo -75 / 2      |                              |
| 7. | NouLa Huilii      | Träskända     | Nouseva Laaka / Huilii     | Zon 5 2009                   |
| 8. | Träfk             | Träskända     | Träskända Fotboll Klub     |                              |
| 9. | TuPS 2            | Tusby         | Tuusulan Palloseura / 2    |                              |

#### Zon 7
| Nr | Mest Använda Namn  | Stad             | Officiellt Lagnamn               | Upp/nerflyttningar från 2009 |
| -- | ------------------ | ---------------- | -------------------------------- | ---------------------------- |
| 1. | Ares-86            | Hyvinge          | Hyvinkään Ares -86               |                              |
| 2. | HaNa               | Oitti, Hausjärvi | Hausjärven Nappulat              |                              |
| 3. | HUS 1              | Hyvinge          | Hyvinkään Urheiluseura / 1       | Nytt lag                     |
| 4. | Jäppärä            | Järvelä, Kärkölä | Järvelän Jäppärä                 | Degraderade från Femman      |
| 5. | JoKi               | Jokela, Tusby    | Jokelan Kisa                     |                              |
| 6. | MyMy               | Mörskom          | Myrskylän Myrsky                 |                              |
| 7. | OPedot 2           | Orimattila       | Orimattilan Pedot / 2            | Nytt lag                     |
| 8. | Pelikaani          | Hyvinge          | Urheiluseura Hyvinkään Pelikaani |                              |
| 9. | SalReipas Akatemia | Lahtis           | Salpausselän Reipas / Akatemia   | Nytt lag                     |

### Sydöstra Finland(Kaakkois-Suomi)

#### Södra Zonen
| Nr | Mest Använda Namn | Stad                           | Officiellt Lagnamn          | Upp/nerflyttningar från 2009      |
| -- | ----------------- | ------------------------------ | --------------------------- | --------------------------------- |
| 1. | FC Etapo          | Kotka                          | FC Etapo                    |                                   |
| 2. | HaTP              | Fredrikshamn                   | Haminan Työväen Palloilijat | Frivillig degradering från Femman |
| 3. | HiHi              | Hirvelä, Anjalankoski, Kouvola | Hirvelän Hirvet             | Degraderade från Femman           |
| 4. | Karpo             | Karhula, Kotka                 | Karhulan Pojat              |                                   |
| 5. | MYPASSION FC      | Myllykoski, Kouvola            | MYPASSION FC                | Nytt lag                          |
| 6. | PeKa/2            | Karhula, Kotka                 | Peli-Karhut / 2             | Nytt lag                          |
| 7. | SKT-Futis         | Summa, Fredrikshamn            | Summan Kisa-toverit Futis   |                                   |

#### Östra Zonen
| Nr | Mest Använda Namn | Stad          | Officiellt Lagnamn                     | Upp/nerflyttningar från 2009 |
| -- | ----------------- | ------------- | -------------------------------------- | ---------------------------- |
| 1. | FC Pesä           | Imatra        | FC Pesä                                | Degraderade från Femman      |
| 2. | Kultsu FC/2       | Villmanstrand | Kultsu FC / 2                          | Nytt lag                     |
| 3. | LiRy              | Villmanstrand | Lappeenrannan Itäinen Raittiusyhdistys | Norra zonen 2009             |
| 4. | LuPo              | Luumäki       | Luumäen Pojat                          | Norra zonen 2009             |
| 5. | RiPa/2            | Kristina      | Ristiinan Pallo / 2                    | Norra zonen 2009             |
| 6. | RPS Lions         | Ruokolax      | Ruokolahden Palloseura / Lions         | Nytt lag                     |
| 7. | StU               | Savitaipale   | Savitaipaleen Urheilijat               | Norra zonen 2009             |

#### Norra Zonen
| Nr | Mest Använda Namn | Stad                | Officiellt Lagnamn        | Upp/nerflyttningar från 2009     |
| -- | ----------------- | ------------------- | ------------------------- | -------------------------------- |
| 1. | JaVo              | Jaala, Kouvola      | Jaalan Voima              | Södra zonen 2009                 |
| 2. | Kajastus          | Kaipiainen, Kouvola | Kaipiaisten Kajastus      | Södra zonen 2009                 |
| 3. | MäJä              | Mäntyharju          | Mäntyharjun Jäntevä       |                                  |
| 4. | PePo              | Pertunmaa           | Pertunmaan Ponnistajat    |                                  |
| 5. | Sudet Pure Amis   | Kouvola             | Sudet / Pure Amis         | Nytt lag                         |
| 6. | Sudet/2           | Kouvola             | Sudet / 2                 | Nytt lag                         |
| 7. | VoPpK             | Voikkaa, Kouvola    | Voikkaan Potkupallo Kerho | Frivillig degradering från Trean |

### Mellersta Österbotten(Keski-Pohjanmaa)

#### Zon A
| Nr  | Mest Använda Namn | Stad               | Officiellt Lagnamn                          | Upp/nerflyttningar från 2009 |
| --- | ----------------- | ------------------ | ------------------------------------------- | ---------------------------- |
| 1.  | Esse IK III       | Esse, Pedersöre    | Esse Idrottsklubb / III                     | Nytt lag                     |
| 2.  | FC Stallions      | Jakobstad          | FC Stallions                                | Nytt lag                     |
| 3.  | FF Kickers        | Bennäs, Pedersöre  | Fotbollsföreningen Kickers                  |                              |
| 4.  | FoBK              | Forsby, Pedersöre  | Forsby Bollklubb                            |                              |
| 5.  | HBK II            | Kronoby            | Hovsala Bollklubb / II                      | Zon B 2009                   |
| 6.  | IFK Jakobstad II  | Jakobstad          | Idrottsföreningen Kamraterna Jakobstad / II | Nytt lag                     |
| 7.  | IFS               | Lillby, Pedersöre  | Idrottsföreningen Standard                  | Nytt lag                     |
| 8.  | KUF               | Kållby, Pedersöre  | Kållby Ungdomsförening                      |                              |
| 9.  | Oldboys           | Jakobstad          | Fotbollsföreningen Oldboys                  |                              |
| 10. | PeFF II           | Pedersöre          | Pedersöre Fotbollsförening / II             |                              |
| 11. | PUF               | Pensala, Nykarleby | Pensala Ungdomsförening                     | Nytt lag                     |

#### Zon B
| Nr  | Mest Använda Namn | Stad            | Officiellt Lagnamn           | Upp/nerflyttningar från 2009                               |
| --- | ----------------- | --------------- | ---------------------------- | ---------------------------------------------------------- |
| 1.  | Friska Viljor     | Karleby         | Friska Viljor                | Nytt lag                                                   |
| 2.  | GBK III           | Karleby         | Gamlakarleby Bollklubb / III |                                                            |
| 3.  | HK                | Haapajärvi      | Haapajärven Kiilat           | Nytt lag                                                   |
| 4.  | KP-87             | Karleby         | Kokkolan Pallo -87           |                                                            |
| 5.  | KPV II            | Karleby         | Kokkolan Palloveikot / II    | Nytt lag                                                   |
| 6.  | KP-V II           | Kaustby         | Kaustisen Pohjan-Veikot / II | Nytt lag                                                   |
| 7.  | Tarmo             | Kelviå, Karleby | Kälviän Tarmo                |                                                            |
| 8.  | Ura               | Kannus          | Kannuksen Ura                |                                                            |
| 9.  | VetU              | Vetil           | Vetelin Urheilijat           | Degraderade från Femman                                    |
| 10. | Väsymättömät      | Kaustby         | Team Väsymättömät            | Zon A 2009                                                 |
| 11. | Öja-73            | Öja, Karleby    | Bollklubben Öja-73           | Öja-73 drog sig tillbaka från Trean och ersätter Öja-73 II |

### Vasa(Vaasa)

#### Zon 1
| Nr  | Mest Använda Namn | Stad         | Officiellt Lagnamn             | Upp/nerflyttningar från 2009 |
| --- | ----------------- | ------------ | ------------------------------ | ---------------------------- |
| 1.  | Black Islanders   | Korsholm     | Black Islanders                |                              |
| 2.  | FC Brändöpojkarna | Vasa         | FC Brändöpojkarna              | Nytt lag                     |
| 3.  | FC Jukola         | Vasa         | FC Jukolan Pallo               | Zon 2 2009                   |
| 4.  | FC Korsholm /3    | Korsholm     | FC Korsholm /3                 | Zon 2 2009                   |
| 5.  | FC Sport          | Vasa         | FC Sport-39                    |                              |
| 6.  | Jurva-70          | Jurva        | Jurva-70                       | Zon 2 2009                   |
| 7.  | Norrvalla FF /2   | Vörå-Maxmo   | Norrvalla Fotbollsförening / 2 | Nytt lag                     |
| 8.  | Ruutupaidat       | Sundom, Vasa | Ruutupaidat                    |                              |
| 9.  | VIFK Motion       | Vasa         | Vaasa IFK / Motion             | Nytt lag                     |
| 10. | VäVi/2            | Lillkyro     | Vähänkyrön Viesti / 2          | Zon 2 2009                   |

#### Zon 2
| Nr | Mest Använda Namn | Stad                    | Officiellt Lagnamn                    | Upp/nerflyttningar från 2009 |
| -- | ----------------- | ----------------------- | ------------------------------------- | ---------------------------- |
| 1. | BK-48             | Vasa                    | Bollklubben-48                        | Zon 1 2009                   |
| 2. | FC Wasa           | Vasa                    | Football Club Wasa                    | Nytt lag                     |
| 3. | KaNsU             | Kallträsk, Kristinestad | Kallträskin Nuorisoseuran Urheilijat  | Zon 1 2009                   |
| 4. | Karhu /3          | Kauhajoki               | Kauhajoen Karhu / 3                   | Nytt lag                     |
| 5. | KoFF-PeIK/2       | Kaskö / Östermark       | Kaskö Idrottsklubb / Teuvan Pallo / 2 |                              |
| 6. | Malax IF /2       | Malax                   | Malax Idrottsförening / 2             |                              |
| 7. | SIF/2             | Sundom, Vasa            | Sundom Idrottsförening                | Nytt lag                     |
| 8. | Sporting /2       | Kristinestad            | Sporting Kristina                     | Zon 1 2009                   |
| 9. | Töjby FC          | Töjby, Närpes           | Töjby FC                              | Zon 1 2009                   |

#### Zon 3
| Nr  | Mest Använda Namn | Stad                           | Officiellt Lagnamn                 | Upp/nerflyttningar från 2009 |
| --- | ----------------- | ------------------------------ | ---------------------------------- | ---------------------------- |
| 1.  | APV               | Alavo                          | Alavuden Peli-Veikot               | Degraderade från Femman      |
| 2.  | Jalas             | Jalasjärvi                     | Jalasjärven Jalas                  |                              |
| 3.  | KieHa             | Esse, Pedersöre                | Ähtärin Kiekko-Haukat              | Nytt lag                     |
| 4.  | KuRy              | Kurikka                        | Kurikan Ryhti                      | Zon 2 2009                   |
| 5.  | LeJy              | Lehtimäki, Alajärvi            | Lehtimäen Jyske                    |                              |
| 6.  | NuPa /HyMy        | Nurmo / Hyllykallio, Seinäjoki | Nurmon Pallo / Hyllykallion Myrsky | Tidigare endast HyMy         |
| 7.  | Ponnistus/2       | Lappo                          | Lapuan Ponnistus / 2               | Nytt lag                     |
| 8.  | Sepsi-78          | Seinäjoki                      | Sepsi-78                           |                              |
| 9.  | SoPS              | Soini                          | Soinin Palloseura                  |                              |
| 10. | Virkiä/2          | Lappo                          | Lapuan Virkiä / 2                  |                              |

### Tammerfors(Tampere)

#### Zon 1
| Nr  | Mest Använda Namn | Stad                         | Officiellt Lagnamn                    | Upp/nerflyttningar från 2009 |
| --- | ----------------- | ---------------------------- | ------------------------------------- | ---------------------------- |
| 1.  | FC Loppi          | Loppis                       | FC Loppi                              |                              |
| 2.  | FC Tribe          | Nokia                        | FC Tribe                              | Degraderade från Femman      |
| 3.  | IPa               | Iittala, Kalvola, Tavastehus | Iittalan Pallo                        |                              |
| 4.  | Jags 2            | Tavastehus                   | Jukola Jaguars                        |                              |
| 5.  | LeTo AC           | Lembois                      | Lempäälän Toivot / AC                 |                              |
| 6.  | ParVi KäPy        | Parola, Hattula              | Parolan Visa / KäPy                   | Hette tidigare ParVi/2       |
| 7.  | PATO /2           | Tervakoski, Janakkala        | Tervakosken Pato / 2                  |                              |
| 8.  | PJK /3            | Birkala                      | Pirkkalan Jalkapalloklubi / 3         | Zon 2 2009                   |
| 9.  | PONU BK           | Nokia                        | Pohjois Nokian Urheilijat Bollklubben | Nytt lag                     |
| 10. | VesVi             | Vesilax                      | Vesilahden Visa                       | Nytt lag                     |

#### Zon 2
| Nr  | Mest Använda Namn | Stad                | Officiellt Lagnamn          | Upp/nerflyttningar från 2009 |
| --- | ----------------- | ------------------- | --------------------------- | ---------------------------- |
| 1.  | AC Darra          | Tammerfors          | Athletic Club Darra Tampere |                              |
| 2.  | AC Goljat         | Tammerfors          | AC Goljat                   | Nytt lag                     |
| 3.  | City              | Tammerfors          | Norsulauma FC               | Degraderade från Femman      |
| 4.  | FC Futarit        | Tammerfors          | Tampereen FC Futarit        |                              |
| 5.  | FC Polla /1       | Tammerfors          | Pallopäät (FC Polla) / 1    |                              |
| 6.  | FC Potku          | Tammerfors          | FC Tampereen Potku          |                              |
| 7.  | FC Rellu          | Tammerfors          | FC Rellu                    | Degraderade från Femman      |
| 8.  | FC Trompi         | Tammerfors          | FC Trompi                   | Zon 3 2009                   |
| 9.  | FC ViP            | Virdois             | FC Pallokarhut Virrat       | Nytt lag                     |
| 10. | HirPy             | Hirsilä, Orivesi    | Hirsilän Pyrkivä            | Zon 3 2009                   |
| 11. | TaPa 2            | Tammerfors          | Tampereen Palloilijat / 2   |                              |
| 12. | VehU              | Vehmais, Tammerfors | Vehmaisten Urheilijat       | Nytt lag                     |

#### Zon 3
| Nr  | Mest Använda Namn | Stad                  | Officiellt Lagnamn              | Upp/nerflyttningar från 2009 |
| --- | ----------------- | --------------------- | ------------------------------- | ---------------------------- |
| 1.  | AC Juice          | Tammerfors            | AC Juice                        | Nytt lag                     |
| 2.  | Apassit /2        | Kyrofors, Tavastkyro  | Parkunmäen Apassit / 2          |                              |
| 3.  | AS-Team           | Tammerfors            | AS-Team                         | Zon 2 2009                   |
| 4.  | Dynamo UTD        | Tammerfors            | Dynamo UTD                      | Degraderade från Femman      |
| 5.  | FC LaKu           | Tammerfors            | Lahnavetten Kuninkaat           | Zon 2 2009                   |
| 6.  | FC Voltti         | Karkku, Sastamala     | FC Voltti-96                    |                              |
| 7.  | IkU               | Ikalis                | Ikaalisten Urheilijat           |                              |
| 8.  | MouMa             | Mouhijärvi, Sastamala | Mouhijärven V- ja U-seura Malli | Nytt lag                     |
| 9.  | NoPS /2           | Nokia                 | Nokian Palloseura / 2           |                              |
| 10. | SW                | Sastamala             | Sastamalan Voima                | Nytt lag                     |
| 11. | VilTe             | Viljakkala, Ylöjärvi  | Viljakkalan Teräs               |                              |
| 12. | YlöR /2           | Ylöjärvi              | Ylöjärven Ryhti / 2             |                              |

### Åbo(Turku)

#### Zon 1
| Nr  | Mest Använda Namn | Stad       | Officiellt Lagnamn                | Upp/nerflyttningar från 2009 |
| --- | ----------------- | ---------- | --------------------------------- | ---------------------------- |
| 1.  | FC Kaarina        | S:t Karins | FC Kaarina                        | Nytt lag                     |
| 2.  | FC Komar          | Åbo        | FC Komar Kurdistan                | Nytt lag                     |
| 3.  | FC Tykit          | Åbo        | FC Navaronen Tykit                |                              |
| 4.  | KaaRe 2           | S:t Karins | Kaarinan Reipas / 2               | Nytt lag                     |
| 5.  | LTU 3             | Littois    | Littoisten Työväen Urheilijat / 3 | Zon 3 2009                   |
| 6.  | MynPa 2           | Virmo      | Mynämäen Pallo-53 / 2             | Nytt lag                     |
| 7.  | Rai-Fu            | Reso       | Raisio-Futis                      | Zon 2 2009                   |
| 8.  | SC Hornets        | Reso       | Soccer Club Hornets               | Zon 2 2009                   |
| 9.  | Torre Calcio      | Åbo        | Torre Calcio                      | Zon 3 2009                   |
| 10. | TuHa              | Åbo        | Turun Haka                        | Zon 2 2009                   |
| 11. | TuWe 2            | Åbo        | Turun Weikot / 2                  |                              |

#### Zon 2
| Nr  | Mest Använda Namn | Stad            | Officiellt Lagnamn     | Upp/nerflyttningar från 2009 |
| --- | ----------------- | --------------- | ---------------------- | ---------------------------- |
| 1.  | FC Dynamo         | Åbo             | FC Dynamo              |                              |
| 2.  | FC Halikko        | Halikko, Salo   | FC Halikko             | Nytt lag                     |
| 3.  | FC Koivu          | Åbo             | FC Koivu               |                              |
| 4.  | Heitto            | Hirvensalo, Åbo | Hirvensalon Heitto     | Zon 3 2009                   |
| 5.  | KiKi              | Kisko, Salo     | Kiskon Kiskojat        | Nytt lag                     |
| 6.  | KuuLa             | Åbo             | Kuuvuoren Laaki        | Zon 3 2009                   |
| 7.  | SaPeLi            | Salo            | Salon Peli ja Liikunta | Zon 3 2009                   |
| 8.  | SoVo 2            | Somero          | Someron Voima / 2      | Zon 1 2009                   |
| 9.  | TuWe 3            | Åbo             | Turun Weikot / 3       | Nytt lag                     |
| 10. | Wilpas 3          | Salo            | Salon Vilpas / 3       | Zon 3 2009                   |

#### Zon 3
| Nr  | Mest Använda Namn | Stad             | Officiellt Lagnamn                | Upp/nerflyttningar från 2009 |
| --- | ----------------- | ---------------- | --------------------------------- | ---------------------------- |
| 1.  | AU                | Alastaro, Loimaa | Alastaron Urheilijat              | Nytt lag                     |
| 2.  | CELT'S            | Åbo              | Castle Celtics                    | Zon 2 2009                   |
| 3.  | FC KyPS           | Kyrö, Pöytis     | FC Kyrön Palloseura               | Zon 1 2009                   |
| 4.  | FC Persia         | Åbo              | Turun Iranilaisten kulttuuriseura | Nytt lag                     |
| 5.  | FunctioL          | Åbo              | Functio Laesa                     | Zon 2 2009                   |
| 6.  | Lieto 3           | Lundo            | Liedon Pallo / 3                  | Zon 1 2009                   |
| 7.  | LoPS              | Loimaa           | Loimaan Palloseura                | Zon 1 2009                   |
| 8.  | OU                | Oripää           | Oripään Urheilijat                | Zon 1 2009                   |
| 9.  | Pamaus            | Patis, Åbo       | Paattisten Pamaus                 | Zon 1 2009                   |
| 10. | SC Stix           | Åbo              | SC Stix                           | Zon 2 2009                   |
| 11. | TuTo 2            | Åbo              | Turun Toverit / 2                 | Zon 2 2009                   |